# Дібіров Тімур Магомедович
Тімур Магомедович Дібіров (нар. 30 липня 1983, Петрозаводськ, СРСР) — російський гандболіст, лівий крайній македонського клубу «Вардар» і збірної Росії, майстер спорту Росії міжнародного класу.

## Біографія

### Дитинство
Тімур Дібіров народився в Петрозаводську. За національністю аварець, родом з Ахвахського району Дагестану.

### Спортивна кар'єра
Тімур Дібиров — вихованець ставропольського гандболу. Почав займатися гандболом в 1996 році в ДЮСШ в А. Н. Гумянова.
З 2001 року грав у клубі «Лада-ЦСК ВВС», улітку 2004 року перейшов у «Чеховські ведмеді». Багаторазовий чемпіон Росії.
Учасник Олімпіади-2008 у Пекіні. У 2013 році на чемпіонаті світу в Іспанії, де збірна Росії дійшла до чвертьфіналу, забив 46 м'ячів, ставши найрезультативнішим гравцем російської команди й третім за результативністю серед усіх учасників турніру, увійшов у символічну збірну чемпіонату.

## Навчання
У 2004 році закінчив Московську юридичну академію.

## Особисте життя
Одружений з гандболісткою Іриною Полторацькою, має дитину.

## Досягнення
- Переможець Ліги чемпіонів ЄГФ: 2017
- Бронзовий призер клубного чемпіонату світу: 2017
- Володар Кубка володарів Кубків ЄГФ: 2006
- Чемпіон Росії: 2004, 2005, 2006, 2007, 2008, 2009, 2010, 2011, 2012, 2013
- Володар Кубка Росії: 2009, 2010, 2011, 2012, 2013
- Чемпіон Македонії: 2015, 2016, 2017
- Срібний призер чемпіонату Македонії: 2014
- Володар Кубка Македонії: 2014, 2015, 2016, 2017
- Володар Суперкубка Македонії: 2017
- Переможець СЕХА-ліги: 2014, 2017
- Срібний призер СЕХА-ліги: 2016